# Los Republicanos (Francia)
Los Republicanos (en francés: Les Républicains; LR) es un partido político francés de derecha, fundado el 30 de mayo de 2015, como sucesor de la Unión por un Movimiento Popular (UMP), agrupación conservadora creada por el presidente Jacques Chirac.
El presidente de Los Republicanos, entre su fundación y el 23 de agosto de 2016, fue Nicolas Sarkozy, presidente de Francia entre 2007 y 2012, cuando perdió, siendo derrotado por el socialista François Hollande en la elección presidencial de 2012. Los Republicanos es miembro del Partido Popular Europeo (PPE), la Internacional Demócrata de Centro (IDC) y la Unión Internacional Demócrata (IDU).

## Historia
Después de la elección de Nicolas Sarkozy, expresidente de Francia (2007-2012), como presidente y líder del partido de centroderecha UMP en noviembre de 2014, se presentó una solicitud al comité general del partido para cambiar su nombre por el de Los Republicanos. Este nuevo nombre genera polémica, "nosotros somos los republicanos" petición puesta a la INP y el abogado Christophe Lèguevaques inició una acción judicial el 5 de mayo de 2015 dirigida a obtener la nulidad de la marca "los republicanos" al considerar que, como todo francés es un republicano que apoya los valores e ideales de la República que emanaron de la Revolución francesa, el término está por encima de la política partidista.
El Comité General aprobó el cambio el 6 de mayo y, después de un fallo judicial a favor de Sarkozy, fue ratificado por el 83 por ciento de los afiliados del partido en su Congreso Fundacional el 30 de mayo de 2015.[cita requerida] Los Republicanos se convirtió así en el partido sucesor legal de UMP, y pasó a ser el primer partido de la derecha en Francia.
El 23 de agosto de 2016, Nicolas Sarkozy dimite de la presidencia del partido para presentarse a la primaria de la derecha y el centro con vistas a la elección presidencial de 2017. En tanto vicepresidente de la formación, Laurent Wauquiez lo sustituye de forma interina hasta el mes de noviembre, permaneciendo vacante la presidencia durante un año.
En la primera vuelta de la presidencial el 23 de abril de 2017, el candidato del partido François Fillon no logra superar a Marine Le Pen y llega tercero con el 20 % de los votos. Es la primera vez en la Quinta República que un partido de la derecha clásica no consigue pasar a la segunda vuelta de semejante elección. En las elecciones legislativas del siguiente mes de junio, LR obtiene 112 escaños en la Asamblea Nacional, que quedan reducidos a 100 después de una escisión dentro del grupo parlamentario.
El 10 de diciembre de 2017, durante el congreso del partido, Laurent Wauquiez sale elegido presidente de LR. A raíz de la derrota de la lista conducida por François-Xavier Bellamy en las elecciones europeas de 2019, Wauquiez renuncia al puesto de presidente.

### Casos de corrupción
Unos cuarenta senadores del partido participaron en un sistema de malversación de fondos públicos.
El sitio web Médiapart ha recogido las confidencias de un antiguo empleado del partido. Michel Talgorn.
Las investigaciones, que comenzaron en julio de 2012 tras un informe de Tracfin, la unidad de lucha contra el blanqueo de capitales del Ministerio de Hacienda, apuntan a un sistema de malversación, en beneficio de los senadores, que forma parte de la dotación de 7.600 euros (en 2017) que utilizan para pagar a sus asistentes parlamentarios. Los excedentes, en principio, debían permanecer en las arcas de la Cámara Alta, pero el Senado habría aceptado que estos "créditos de asistentes" no gastados se pusieran a disposición del grupo político. Luego, el grupo devolvió un tercio a los donantes, que pudieron recolectar personalmente.
Casi una docena de personas fueron investigados en este caso, entre ellas el exsenador de Yonne Pierre Bordier, el exsenador de Calvados René Garrec o el exministro Henri de Raincourt. La investigación fue suspendida a principios del verano de 2017, momento en el que se presentaron varios recursos legales.
Mientras que la división financiera de la fiscalía de París investiga el período de 2009 a 2012, Michel Talgorn dice que fue testigo y actor en estas malversaciones de 2002 a 2014. Una vez al trimestre "cada mes habría sido una cantidad colosal de trabajo", dice "firmaba cheques que firmaba el tesorero o el presidente del grupo". Notificados, los senadores beneficiarios acudieron a su despacho. "Todo el mundo tenía su nicho... Hablamos de la lluvia y el sol, de la situación política y luego les entregué los cheques".
Según él, en el último año, en 2014, "unos 25 RPR para una veintena de UDF" se beneficiaron de este sistema. Y no los soldados mejor informados. Elección tras elección, "los miembros recién elegidos se convencieron rápidamente del interés de delegar créditos de asistente al grupo, tanto para ayudar al grupo como para ayudarse a sí mismos". Cada beneficiario habría recibido entre 1.600 y 32.000 euros anuales, deducidos de los 1,2 millones de créditos de asistentes devueltos cada año al grupo UMP.
Michel Talgorn dice que no se hizo la pregunta de la legalidad de este circuito antes de ser interrogado. Primero, explica, "el Senado autorizó a los senadores a delegar parte de sus créditos de 'asistentes' a su grupo político. En segundo lugar, había una apariencia de equidad, si no de justicia: era normal que el grupo ayudara a un senador que le proporcionaba ingresos adicionales, en lugar de a un senador que usaba todos los créditos de sus asistentes reclutando a su esposa, sus hijos, su amante, su amante o incluso miembros de su familia. También afirma que "la mayoría de los beneficiarios son de total buena fe: ayudaron al grupo, el grupo les ayudó a ellos".

## Presidentes
| Presidente                  | Inicio mandato          | Final mandato           |
| --------------------------- | ----------------------- | ----------------------- |
| Nicolas Sarkozy             | 30 de mayo de 2015      | 23 de agosto de 2016    |
| Laurent Wauquiez (interino) | 23 de agosto de 2016    | 29 de noviembre de 2016 |
| vacante                     | 29 de noviembre de 2016 | 10 de diciembre de 2017 |
| Laurent Wauquiez            | 10 de diciembre de 2017 | 2 de junio de 2019      |
| Jean Leonetti (interino)    | 2 de junio de 2019      | 13 de octubre de 2019   |
| Christian Jacob             | 13 de octubre de 2019   | 30 de junio de 2022     |
| Annie Genevard (interina)   | 1 de julio de 2022      | 11 de diciembre de 2022 |
| Éric Ciotti                 | 11 de diciembre de 2022 | 12 de junio de 2024     |

## Secretarios generales
| Secretario general | Inicio mandato          | Final mandato           |
| ------------------ | ----------------------- | ----------------------- |
| Laurent Wauquiez   | 30 de mayo de 2015      | 15 de diciembre de 2015 |
| Éric Woerth        | 15 de diciembre de 2015 | 29 de noviembre de 2016 |
| Bernard Accoyer    | 29 de noviembre de 2016 | 13 de diciembre de 2017 |
| Annie Genevard     | 13 de diciembre de 2017 | 23 de octubre de 2019   |
| Aurélien Pradié    | 23 de octubre de 2019   | 18 de enero de 2023     |
| Annie Genevard     | 18 de enero de 2023     | en cargo                |

## Resultados electorales

### Elecciones presidenciales
|  | 20,01 % |

|  | 4,78 % |

### Elecciones legislativas
|  | 15,77 % |

|  | 22.23 % |

|  | 13,63 % |

|  | 8,42 % |

|  | 6,57 % |

|  | 5,41 % |

### Parlamento Europeo
|  | 8.48 % |

|  | 7.25 % |